# 帝京中学校・高等学校
帝京大学系属帝京中学校・高等学校（ていきょうだいがくけいぞくていきょうちゅうがっこう・こうとうがっこう）は、東京都板橋区稲荷台にある中高一貫教育の私立中学校・高等学校。

## 概要
1943年（昭和18年）に冲永荘兵衛が東京都杉並区で創立した旧制帝京中学校を前身とする。中等部は6ヵ年の一貫教育を実施しており、中等部生は高等部入学に際し、進学、特進、インターナショナル、アスリートの4コースから選択する。

## 沿革
- 1943年 - 冲永荘兵衛が東京都杉並区に旧制帝京中学校を創立する。
- 1946年 - 東京都板橋区加賀に移転する。
- 1948年 - 帝京中学校・帝京高等学校に名称を変更する。
- 1949年 - 土岐善麿作詞、信時潔作曲による校歌を制定する。
- 1973年 - 男女共学とし医・歯・薬系進学コース（現在の理数コース）を設置する。
- 1975年 - 全国高等学校サッカー選手権大会で初優勝する。
- 1989年 - 全国高校野球選手権大会で初優勝する。
- 2001年 - 帝京大学系属帝京中学校・高等学校となる。
- 2004年 - 東京都板橋区稲荷台に移転して現校舎を設置する。
- 2013年 - 文理コースに特進クラスを設置する。
- 2017年 - 全面人工芝の野球グラウンド完成。

## 高等学校の設置学科
2017年度入学生まで
- 全日制課程
  - 普通科
    - 特進コース
    - 進学コース
      - 難関私大クラス

    - インターナショナルコース
      - 海外留学課程
      - 英語特化課程

    - アスリートコース

2018年度入学生より
- 全日制課程
  - 普通科
    - 一貫特進コース
    - 特進コース
    - 一貫進学コース
    - 進学コース
      - 難関私大クラス

    - インターナショナルコース
      - 海外留学課程
      - 英語特化課程

    - アスリートコース

## 施設
- 本館
- 教室棟
- 蜂桜館（体育館）
- 野球グラウンド - 両翼90.2m、中堅113mの広さで、神宮球場仕様の全面人工芝となっている。授業の他、部活動では野球部が使用している。

校内のグラウンドは野球グラウンド1面しかないため、野球部以外は外部のグラウンドを借りて練習している。サッカー部は足立区にある帝京大学グループのグラウンドや、さいたま市にあるレッズランドを使用している。

## 部活動

### サッカー部
高校サッカー界の超名門といわれる実績を持つ。黄色のユニホームから『カナリア軍団』と称され、選手権出場35回、高校総体出場31回で、過去9回（選手権6回・総体3回）の全国優勝の実績を持つ。しかし、2009年の第88回大会を最後に選手権出場から遠ざかっていたが、2024年の高校サッカー東京都予選において国学院久我山高校に2対1で競り勝ち15年ぶりの選手権出場を果たした。
- 全国高等学校サッカー選手権大会：優勝6回（1974年・1977年・1979年・1983年・1984年・1991年）
- 全国高校総体サッカー競技大会：優勝3回（1976年・1982年・2002年）

### 硬式野球部
夏の甲子園には12回出場し、全国優勝2回。春のセンバツには14回出場し、全国優勝1回の実績がある。しかし、春は2010年（第82回）、夏は2011年（第93回）を最後に全国大会出場から遠ざかっている（但し2020年に第102回夏の甲子園の中止を受けての東東京地区の独自大会では優勝している。）。
- 全国高等学校野球選手権大会：優勝2回（1989年〈第71回〉・1995年〈第77回〉）
- 選抜高等学校野球大会：優勝1回（1992年〈第64回〉）
- 明治神宮野球大会：優勝2回（1986年・1995年）
- 国民スポーツ大会：優勝1回（1987年）

## 著名な出身者

### 野球
- 伊東昭光（元ヤクルトスワローズ）
- 小林昭則（元ロッテ、元野球部コーチ、現藤井高校野球部監督）
- 河田雄祐（DeNA一軍外野守備兼ベースコーチ兼野手コーチ）
- 芝草宇宙（元日本ハム、ソフトバンク、CPBL興農投手、現帝京長岡高校野球部監督）
- 鹿野浩司（元千葉ロッテマリーンズ内野手）
- 奈良原浩（現福岡ソフトバンクホークスヘッドコーチ）
- 吉岡雄二（現東京ヤクルトスワローズ打撃コーチ・元日本海リーグ富山GRNサンダーバーズ監督）
- 三澤興一（現読売ジャイアンツ三軍投手チーフコーチ）
- 金剛弘樹（元中日ドラゴンズ投手、現立正大学野球部監督）
- 森本稀哲（北海道日本ハムファイターズ一軍守備走塁コーチ）
- 上野貴久（元読売ジャイアンツ投手、弟は上野大樹）
- 吉田圭（元広島東洋カープ内野手・お好み焼き店オーナー）
- 高市俊（元東京ヤクルトスワローズ投手）
- 松本高明（元広島東洋カープ内野手）
- 上野大樹（元千葉ロッテマリーンズ投手、兄は上野貴久）
- 大田阿斗里（元横浜DeNAベイスターズ、オリックス・バファローズ投手・警視庁第四機動隊）
- 中村晃（福岡ソフトバンクホークス外野手）
- 髙島祥平（元中日ドラゴンズ投手）
- 杉谷拳士（元北海道日本ハムファイターズ内野手）
- 原口文仁（阪神タイガース内野手）
- 伊藤拓郎（元横浜DeNAベイスターズ、現日本製鉄鹿島投手）
- 松本剛（北海道日本ハムファイターズ外野手）
- 石川亮（オリックス・バファローズ捕手）
- 山﨑康晃（横浜DeNAベイスターズ投手）
- 郡拓也（読売ジャイアンツ捕手）
- 田島洸成（元読売ジャイアンツ内野手）
- 清水昇（東京ヤクルトスワローズ投手）
- 佐々木俊輔 (読売ジャイアンツ外野手)

### サッカー
元選手、指導者
- 佐々木則夫 - 元サッカー日本女子代表監督、現大宮アルディージャVENTUS総監督
- 早稲田一男 - 元古河電気工業サッカー部、現日章学園高等学校サッカー部監督
- 金子久 - 元古河電気工業サッカー部、元サッカー日本代表
- 宮内聡 - 元古河電気工業サッカー部、元サッカー日本代表、現成立学園高等学校サッカー部総監督
- 高橋貞洋 - 元フジタ工業サッカー部、元サッカー日本代表、
- 名取篤 - 元浦和レッドダイヤモンズ、元サッカー日本代表、指導者
- 川添孝一 - 元三菱重工業サッカー部、解説者
- 辻谷浩幸 - 元三菱重工業サッカー部、サッカー指導者
- 楠瀬直木 - 元本田技研工業フットボールクラブ、サッカー指導者
- 谷中治 - 元フジタ工業サッカー部
- 前田治 - 元横浜フリューゲルス、サッカー解説者
- 平岡和徳 - 現熊本県立大津高等学校サッカー部監督
- 広瀬治 - 元浦和レッドダイヤモンズ、サッカー指導者
- 鋤柄昌宏 - 元浦和レッドダイヤモンズ
- 岩井厚裕 - 元横浜フリューゲルス、教員
- 北野誠 - 元京都パープルサンガ、現ノジマステラ神奈川相模原監督
- 巻田清一 - 元水戸ホーリーホック、現水戸啓明高等学校サッカー部監督
- 岩本三郎 - 元古河電気工業サッカー部
- 礒貝洋光 - 元ガンバ大阪 元日本代表
- 森山泰行 - 元FC岐阜 元日本代表 サッカー解説者
- 本田泰人 - 元鹿島アントラーズ元日本代表
- 島根聡一 - 元清水エスパルス
- 池田伸康 - 元水戸ホーリーホック 現浦和レッドダイヤモンズユースコーチ
- 遠藤雅大 - 元ジュビロ磐田、元日本代表　解説者
- 保坂信之 - 元浦和レッドダイヤモンズ
- 浅沼達也 - 元コンサドーレ札幌 現北海道コンサドーレ札幌アカデミーサブダイレクター
- 森下仁志 - 元ジュビロ磐田 現ガンバ大阪U-23監督
- 日比威 - 帝京高等学校サッカー部スタッフ
- 清野乙彦 - 元名古屋グランパスエイト、元フットサル日本代表
- 清野公彦 - 元名古屋グランパスエイト
- 阿部敏之 - 元鹿島アントラーズ 元日本代表　現明治学院大学サッカー部ヘッドコーチ
- 松波正信 - 元ガンバ大阪 、元日本代表
- 小峯隆幸 - 元FC岐阜 現帝京長岡高等学校サッカー部コーチ
- 熱田眞 - 元京都パープルサンガ
- 依田光正 - 元ザスパ草津
- 丸山良明 - 元タイ・ポートFC（タイ）
- 中田浩二 - 元鹿島アントラーズ　元日本代表・W杯日韓大会、W杯ドイツ大会出場
- 藤田芳正 - 元モンテディオ山形
- 貞富信宏 - 元横浜FC 現横浜FCサッカースクールコーチ
- 矢野隼人 - 元東京ヴェルディ　現東海学園大学サッカー部コーチ
- 田村雄三 - 元湘南ベルマーレ　現いわきFC監督
- 足助翔 - 元カターレ富山
- 平松大志 - 元FC東京
- 高橋泰 - 元サンフレッチェ広島
- 田中達也 -元 アルビレックス新潟 元日本代表、現アルビレックス新潟アシスタントコーチ
- 山口貴弘 - 元大分トリニータ
- 中村英之 - 元モンテディオ山形
- 大沢朋也 - 元カマタマーレ讃岐、大宮アルティージャU12コーチ
- 木島良輔 - 元カマタマーレ讃岐
- 木島徹也 - 元カマタマーレ讃岐
- 谷田部真之助 - サッカー指導者、YouTuber

現役選手 〜 Jリーグ
- 関口訓充 - ベガルタ仙台 、元日本代表
- 横山知伸 - ロアッソ熊本
- 村松知輝 - カターレ富山
- 浦田延尚 - 愛媛FC
- 大久保択生 - 清水エスパルス
- 山崎侑輝 - 元栃木ウーヴァFC (高校時代はサッカー部ではなく、FC東京U-18に在籍。)
- 新裕太朗 - アスルクラロ沼津
- 伊藤竜司 - 栃木SC
- 稲垣祥 - 名古屋グランパス
- 徳武正之 - アスルクラロ沼津
- 柳下大樹 - カターレ富山
- 高木利弥 - 松本山雅FC
- 平石直人 - ブラウブリッツ秋田
- 伊藤剛 - 福島ユナイテッドFC

現役選手 〜 その他
- 吉成大 - （Club Deportivo Universidad Cesar Vallejo ペルー代表 （ペルー）
- 森田真吾 - 元ヴァンフォーレ甲府 現Tonan前橋（関東社会人1部）
- 久保田学 - 元横浜FC 現神奈川県教員サッカークラブ（関東社会人2部）
- ノグチピント・エリキソン - 元アビスパ福岡 現サムットソンクラームFC（タイ）
- 内田大貴 - 現Club Cerro Porteño（パラグアイリーグ1部）

### 柔道
- 君島奈津子（柔道選手）
- 高橋瑠璃（柔道選手）
- 大森生純（柔道選手）
- 許海実（柔道選手）

### レスリング
- 乙黒圭祐（レスリング選手）
- 乙黒拓斗（レスリング選手）
- 高橋海大（レスリング選手）
- 尾﨑野乃香（レスリング選手）
- 田南部夢叶（レスリング選手）
- 鏡優翔（レスリング選手）

### 空手
- 宮原美穂（女子空手選手）
- 宇佐美里香（女子空手家）

### ラグビー
- 田邉篤（ラグビー選手）
- 安江祥光（ラグビー選手）

### 体操
- 笹田夏実（体操競技選手） - 2013年度全日本選手権大会優勝
- 内山由綺（体操競技選手）
- カルロス・エドリエル・ユーロ（体操競技選手） - 体操フィリピン代表、2024年パリオリンピック体操競技金メダリスト（男子ゆか・跳馬）[2]

### その他スポーツ
- 東尾理子（女子プロゴルファー）
- 松山佳弘（元大相撲力士）
- 小門洋一（競輪選手） - 当校サッカー部出身
- 村松雄斗（卓球選手）
- 松永智充（プロレスラー）
- 永野雄大（フェンシング選手)
- 高嶋理紗（フェンシング選手）

### 芸能
- とんねるず（石橋貴明・木梨憲武） - 石橋は野球部、木梨はサッカー部出身
- 360°モンキーズ（お笑いコンビ）
- 加藤謙太郎（お笑い芸人、春夏笑冬）
- そうすけ（お笑い芸人） - 元愛媛マンダリンパイレーツ投手
- 関泰章（俳優）
- 的場浩司（俳優）
- 廣瀬昌亮（俳優）
- 半田杏（女優、アーティスト、声優）
- 杉浦琴乃（女優）- 当校ラグビー部出身（マネージャー）
- ROLAND（ホスト）- サッカー部出身
- 肉だんご（シクラメン） - 当校野球部出身[3]
- 丹野未結（女優） - チアリーディング部出身
- ONE☆DRAFT（アーティスト）
- 肝付兼太（声優）
- 渡辺英樹（ミュージシャン、ベーシスト）- C-C-Bリーダー ※中退

### その他
- 三森久実（大戸屋ホールディングス代表取締役会長）
- 弦哲也（作曲家）
- 森田美礼（TOKYO MXアナウンサー）-　当校野球部出身
- 横山哲也（日本放送協会アナウンサー）
- 酒井良彦（NHKアナウンサー）-　当校ラグビー部出身
- トクサン（野球YouTuber）

## 交通アクセス
- JR埼京線十条駅より徒歩20分
- 都営地下鉄三田線板橋本町駅より徒歩8分
- JR京浜東北線東十条駅より徒歩20分
- 東武東上線中板橋駅より徒歩20分
- 国際興業バス王22「帝京大学病院」バス停下車徒歩3分